# Ланги
Ланго (или ланги) — нилотская этническая группа, проживающая в районах к северу от озера Кьога и Квания (бассейн реки Виктория-Нил) на севере Уганды.

## Численность и расселение
Ланги составляют этносубрегион Ланго (или Ланголенд, англ. Lango sub-region). По переписи населения 2002 года в Уганде было зафиксировано 1 485 437 ланго или 6,2 % населения страны. В Ланголенд входят следующие округа Северной области Уганды: Апак (к северу от озера Квания), Коле (бывший северо-восточной частью округа Апак), Ойам (к северу от Апак), Лира (к северо-востоку), Алебтонг (бывший восточной частью округа Лира), Отуке (бывший северо-восточной частью округа Лира), Доколо (к востоку от озера Квания), Амолатар (между озёрами Кьога и Квания).

## Язык
Язык ланго — западно-нилотский язык, группы южные луо, взаимопонимаем с ачоли и другими языками луо. Входит в восточно-суданскую подгруппу шари-нильской группы нилотских языков.